# Brás Neto
Brás Neto, O.F.M. (Braga, antes de 1480 - Baiona, 9 de fevereiro de 1538) foi um frade franciscano, jurista, diplomata e prelado português da Igreja Católica, o primeiro bispo de Santiago de Cabo Verde.

## Biografia
Nascido em Braga,, sabe-se que durante o reinado de D. Manuel I era juiz desembargador da Casa da Suplicação em 1502 e do Paço do Rei D. João III, além de seu embaixador junto à Santa Sé e aos Estados Pontifícios.
Em 21 de maio de 1532, o Rei escreve ao Papa Clemente VII pedindo que confirmasse D. Frei Brás como bispo de São Tiago de Cabo Verde, diocese recém-erigida e parte da província eclesiástica do Funchal. Em 16 de novembro do mesmo ano, o Papa responde com uma boa recomendação de D. Frei Brás.
Em 31 de janeiro de 1533, foi confirmado como bispo de Santiago de Cabo Verde pelo Papa Clemente VII, pela bula Gratiæ divinæ præmium. Em 12 de setembro de 1534, o Rei encaminha documento para as autoridades locais informando da posse de D. Frei Brás como bispo, para que tenha, assim que embarcar para Cabo Verde, todos os privilégios de seu cargo.
Contudo, ainda na Europa, em 15 de julho de 1537, D. Frei Brás foi nomeado como embaixador junto à França para ir a Baiona, tratar dos ataques de corsários franceses às embarcações lusas.
A notícia de sua morte é de 9 de fevereiro de 1538, por meio de uma carta de D. João III nomeando a D. Gonçalo Pinheiro para o lugar de D. Frei Brás, falecido.